# Prijatelji s veselog stabla
Prijatelji s veselog stabla (engleski: Happy Tree Friends) serija je animiranih filmova produkcije Mondo Mini Shows, a autori su Aubrey Ankrum, Rhode Montijo, Kenn Navarro i Warren Graff.
Serijal nije preporučen za djecu, te je veoma nasilan, što je u suprotnosti sa slatkim likovima koji se pojavljuju u njemu. Gotovo svaka epizoda sadrži nasilne i krvave smrti najmanje tri lika.

Prijatelji s veselog stabla prikazivani su na veliki broj televizijskih kanala: G4 (Kanada), MTV (Francuska, Južna Amerika, Njemačka, Rusija, Brazil, ...), Comedy Central (Južna Amerika, Brazil, Ujedinjeno Kraljevstvo, Azija, ...), Yes (Izrael), 2x2 (Rusija) i HBO 2 Adria.